# 三田川バイパス

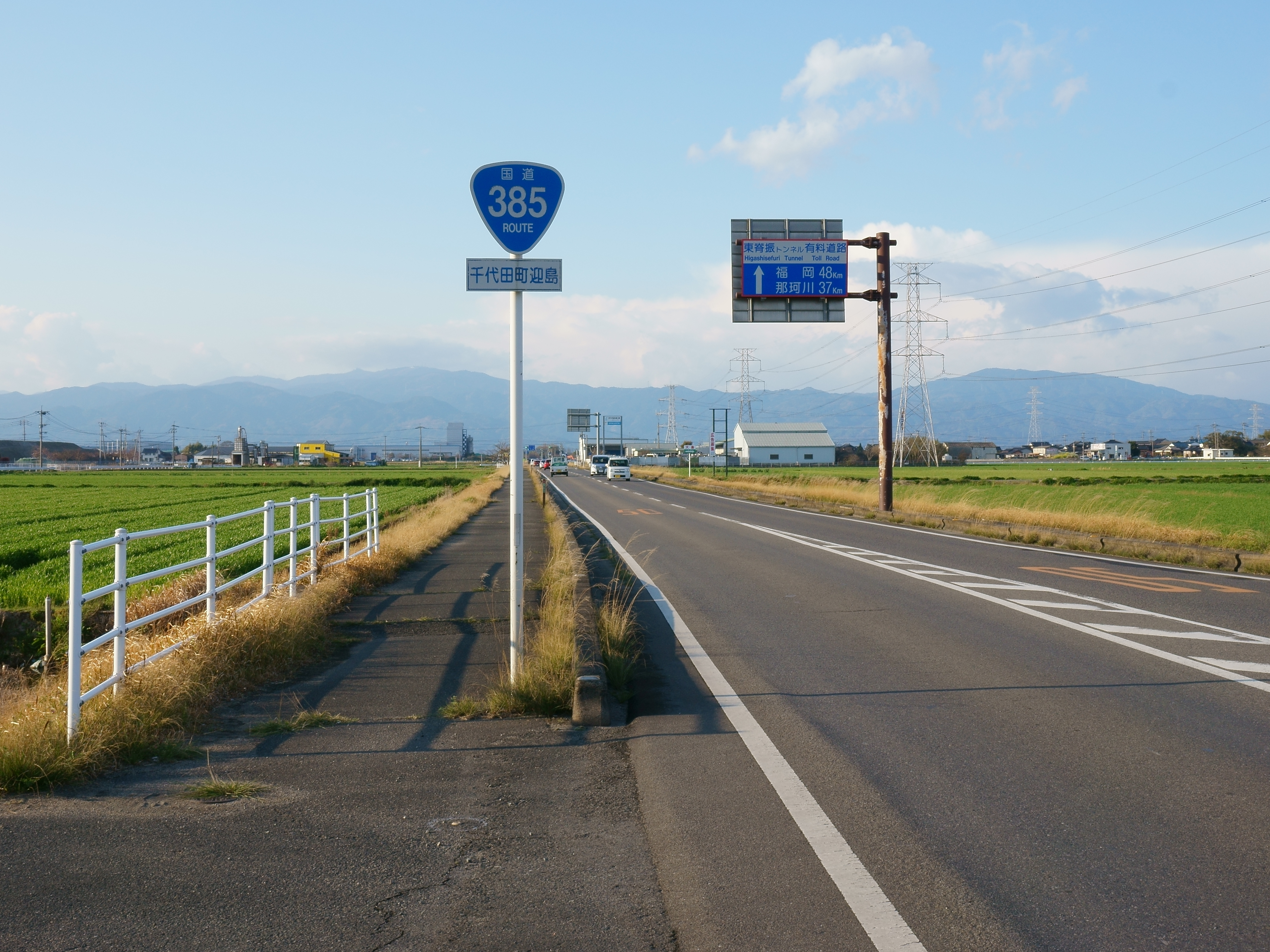
パイパス起点付近（神埼市千代田町下坂）から福岡方面

三田川バイパス（みたがわバイパス）は、佐賀県神埼市から神埼郡吉野ヶ里町に至る国道385号のバイパスである。

## 概要
これまでの同区間は線形不良で狭隘であったが、バイパスの開通により、カーブが少ないほぼ直線状の道路となり、快適に運転できるようになった。 周辺は平坦でのどかな田園地帯を縦断する。

### 路線データ
- 起点：佐賀県神埼市千代田町下坂（藤ノ木交差点、国道264号交点）
- 終点：佐賀県神埼郡吉野ヶ里町田手（吉野ヶ里町田手交差点、国道34号交点）
- 距離：5.2 km
- 幅員：14 m（2車線）
- 制限速度：50 km/h - 60 km/h
- 総事業費：46億円

## 歴史
- 1988年（昭和63年） - 事業化
- 2005年（平成17年）12月22日 - 全線開通

## 路線状況

### 重複区間
- 佐賀県道335号神埼北茂安線（神埼郡吉野ヶ里町田手）

## 地理

### 通過する自治体
- 佐賀県
  - 神埼市 - 神埼郡吉野ヶ里町

### 交差する道路
| 交差する道路                           | 市町村名 | 市町村名   | 交差する場所 | 交差する場所                |
| -------------------------------------- | -------- | ---------- | ------------ | --------------------------- |
| 国道264号                              | 神埼市   | 神埼市     | 千代田町下坂 | 藤ノ木交差点 / 起点         |
| 佐賀県道210号市武神埼線                | 神埼郡   | 吉野ヶ里町 | 田手         | 井保戸交差点                |
| 佐賀県道335号神埼北茂安線 重複区間起点 | 神埼郡   | 吉野ヶ里町 | 田手         |                             |
| 佐賀県道335号神埼北茂安線 重複区間終点 | 神埼郡   | 吉野ヶ里町 | 田手         | 力田交差点                  |
| 国道34号                               | 神埼郡   | 吉野ヶ里町 | 田手         | 吉野ヶ里町田手交差点 / 終点 |